# تاما (طوكيو)

شعار مدينة تاما

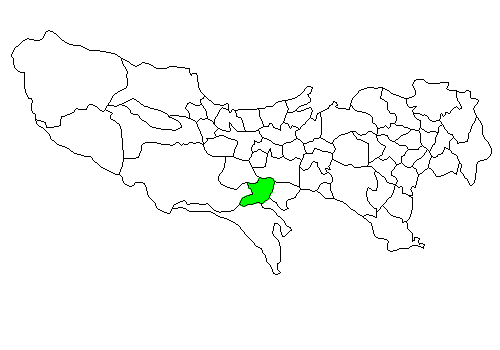
موقع مدينة تاما ضمن محافظة طوكيو

مدينة تاما (باليابانية 多摩市 تاما-شي ) هي مدينة تقع في طوكيو، اليابان.
في عام 2006، وصل التعداد السكاني للمدينة إلى 144,348 نسمة والكثافة السكانية 6,912.81 نسمة في الكيلومتر مربع، والمساحة الإجمالية 21.08 كم مربع. يشكل القسم الجنوبي من المدينة جزءاً من مشروع مدينة تاما الجديدة وهو أكبر مشروع تطوير سكني في اليابان.

## أعلام
- شيجيو يايجاشي
- ناويا سايكي
- ريكي كيتاواكي
- كومي يوكوياما
- ناويا تامورا
- كيسوكي تسوبوي

## وصلات خارجية
- موقع مدينة تاما باللغة اليابانية